# Pierre Lejeune (général)
Pour les articles homonymes, voir Pierre Lejeune (homonymie) et Lejeune.
Pierre Lejeune (Paris, 1905 - Courbevoie, 1999) fut un général français.

## Biographie
Saint Cyrien de la promotion 1925-1927, il participe à la campagne du Maroc (1931-1934), puis en tant que Commandant du 2e bataillon du 67ème Régiment d'infanterie à la Campagne de France (combat de Stonne, Ardennes)
Fait prisonnier en juin 1940, interné à Nuremberg, il s'évade en mars 1941.
Affecté au 3e bureau de l'État Major de l'Armée de Vichy, il prend le commandement des GAD (Groupes d'Auto Défense) anti-allemands en zone occupée.
Il prend de nombreux contacts à Lyon avec le général Giraud évadé d'Allemagne. En novembre 1942, il le rejoint en Afrique du Nord, est envoyé à Londres où il est pris en charge par le SOE britannique (Buckmaster). Il est déposé par avion en France en mars 1943 où il prend de nombreux contacts, notamment avec les chefs nationaux et régionaux de l'ORA, au profit desquels il organise des parachutages. Il rentre en Angleterre, toujours par avion, en juin 1943, fait un aller et retour à Alger, revient à Londres où il sert d'intermédiaire entre le cabinet Giraud à Alger, le SOE à Londres et l'ORA en France.
Lorsqu'à Alger le général de Gaulle prend le pouvoir, Pierre Lejeune est intégré avec son équipe dans le BCRA de Londres puis dans l'état major du général Kœnig successivement à Londres, Paris, Baden, Paris. 
Commandant le 1er Cuirassier (1949-1951), Chef du Service des Relations Nationales (1951-1953), Commandant la Subdivision du Pas-de-Calais (1953-1957), il quitte le service actif comme général de Brigade.

## Distinctions
- Commandeur de la Légion d'honneur

## Sources
- Général (CR) Lejeune, Témoignage pour l'Histoire (1941-1945), 7 juin 1986, Archives nationales, dossier 72 AJ 40 II, pièce 8.
- Michael Richard Daniell Foot, Des Anglais dans la Résistance. Le Service Secret Britannique d'Action (SOE) en France 1940-1944, annot. Jean-Louis Crémieux-Brilhac, Tallandier, 2008,  (ISBN 978-2-84734-329-8) /  (EAN 9782847343298). Traduction en français par Rachel Bouyssou de (en) SOE in France. An account of the Work of the British Special Operations Executive in France, 1940-1944, London, Her Majesty's Stationery Office, 1966, 1968 ; Whitehall History Publishing, in association with Frank Cass, 2004. Ce livre présente la version officielle britannique de l’histoire du SOE en France. Une référence essentielle sur le sujet du SOE en France.
- Hugh Verity, Nous atterrissions de nuit..., préface de Jacques Mallet, 5e édition française, Éditions Vario, 2004.
- Colonel A. de Dainville, L'ORA la résistance de l'Armée (Guerre 1939-1945), Éditions Lavauzelle, 1974. Gr.in-8°. xv-344p.